# Ali Razmara
Ali Razmara (persiska: علی رزم‌آرا), född 30 mars 1901 i Teheran, Iran, död 7 mars 1951 i Teheran, var en iransk general och politiker som tjänstgjorde som Irans premiärminister åren 1950 och 1951. Han var den förste yrkesmilitären som innehade denna position efter Reza Pahlavi.

## Biografi

### Karriär inom militären
Ali Razmara reste 1923 till Frankrike för studier vid militärhögskolan École spéciale militaire de Saint-Cyr i Morbihan. Han återvände efter officersexamen till Iran där han gifte sig med Anvar ol-Moluk Hedayat, syster till författaren Sadeq Hedayat. Paret fick fem barn tillsammans. 1935 blev han studierektor för Krigshögskolan i Teheran som grundades samma år av den franske generalen François-Georges Gendre. Han befordrades till generallöjtnant och utnämndes sedan till överbefälhavare 1944 och till ordförande av nationella krigsrådet 1945, strax innan Irankrisen 1946 bröt ut.

### Premiärminister
1950 blev Ali Razmara vald till premiärminister av shah Mohammad Reza Pahlavi i hopp om att regeringen skulle få igenom en supplementöverenskommelse med Anglo-Iranian Oil Company (AIOC). Ali Razmaras motstånd mot exproprieringen av AIOC:s tillgångar i Abadan mötte kritik från valalliansen Nationella Fronten, ledd av Mohammad Mossadegh, som vid tidpunkten var allierad med parlamentets talman Ayatollah Kashani. I ett adresserat tal mot Mohammad Mosaddegh hävdade Razmara att nationaliseringen av petroleumindustrin inte borde genomföras då den kunde äventyra Irans relationer med Storbritannien och dess allierade, vilket skulle försätta landet i en ekonomisk kris.
Som premiärminister främjade Ali Razmara en plan för decentralisering som gav politiker på lokal nivå mer självständigt beslutsutrymme. Denna plan krävde att lokalråd inrättades i Irans åttiofyra lokaldistrikt för att sköta angelägenheter som hälsa, utbildning och jordbruk. En av hans mest bestående framgångar var inrättandet av Point Four Program i Iran genom överenskommelse med USA:s president Harry S. Truman.

### Mordet på Ali Razmara
Ali Razmara sköts den 7 mars 1951 av Khalil Tahmasbi, en medlem av den islamistiska terrororganisationen Fedayan-e eslam, när han avlade ett besök i Shahmoskén i Teheran. Dagen efter antogs beslutet om nationaliseringen av Irans petroleumindustri av landets oljekommission och tio dagar sedan godkändes beslutet av parlamentet.